# Saab GT750

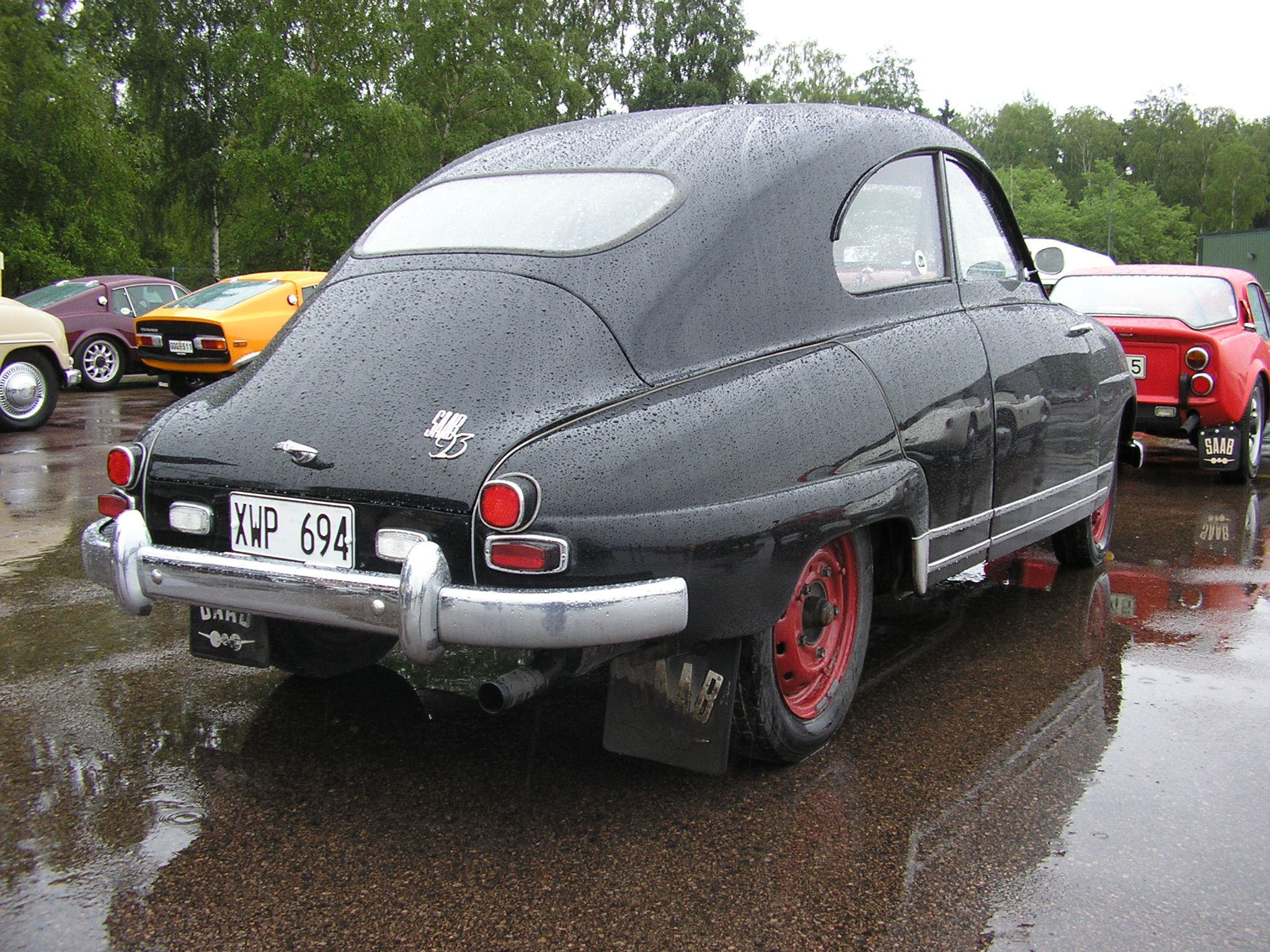
Saab 93 GT750

Saab 93 GT750 (Gran Turismo 750) var en bil från Saab som byggdes mellan 1958 och 1960. GT750 var en sportigare version av Saab 93 huvudsakligen avsedd för USA-marknaden. Den hade samma kaross som 93 men annorlunda interiör och kraftigare motor. När 93 slutade tillverkas 1960 fortsatte tillverkningen av GT750, nu med karossen från Saab 96 och med fyrväxlad låda. Produktionen fortsatte till 1962 då modellen bland andra förändringar fick den större motorn på 841 cc från 96, skivbromsar fram och nytt namn. I bland annat Storbritannien och Sverige kallades den Saab Sport. I USA benämndes den 'GT 850 Monte Carlo' (efter framgångarna i Monte Carlo-rallyt). Speciellt för 96 Sport var separatsmörjningen, med andra ord att tvåtaktsoljan hälldes i en separat tank och doserades automatiskt istället för att blandas i tanken av föraren (som på standardmodellen).
GT:n hade trimmats till 50 hästkrafter (37 kW) SAE. Det fanns också en trimsats som gjorde att motorn gav 57 hästkrafter (41 kW) SAE. Motorn gav mest kraft på höga varvtal, 3400 till 5000 varv/min. Växellådan hade tre växlar. Med trimsatsen monterad blev motorn känsligare för låga varv, i synnerhet stadstrafik innebar svårigheter med till exempel igenslagna tändstift.
I en recension i Road & Track 1959 kommenterade man att för att kunna växla smidigt på den treväxlade lådan måste man varva upp motorn över 5000 varv/min eller slira på kopplingen. Saab erbjöd en modifieringssats för att magra ut bränsleblandningen i förgasaren i syfte att få bättre bottenvrid, men detta påverkade samtidigt prestandan på höga varv negativt. Tidningen provade också en modifierad GT med 57 hästkrafter SAE vilket förbättrade accelerationen 0-60 mph från 15.2 sekunder (i GT:n med 50 hästkrafter) till 12 sekunder jämnt. En standard 93B behövde 27.2 sekunder.
Road & Track lovordade bilens jämna gång och styrningen samt den höga utrustningsnivån. GT750 var även utrustad med en "Halda Speedpilot", en analog trippmätare som användes av kartläsaren vid rallykörning.

## Tekniska data
Motor:		rak trecylindrig tvåtaktsmotor
- Cylindervolym:	748 cm3
- Borr x slag:	66x73 mm
- Effekt:		50 hk SAE (45 hk DIN) vid 5 000 r/m

Kraftöverföring:
- Längsställd motor fram, framhjulsdrift
- 3-växlad manuell växellåda, med osynkroniserad 1:a, frihjul, rattspak. (1958-60)
- 4-växlad helsynkroniserad manuell växellåda med frihjul, rattspak. (1960-62)

Mått (1958-60):
- Längd:		401 cm
- Bredd:		157 cm
- Höjd:		145 cm
- Hjulbas:		249 cm

Mått (1960-62):
- Längd:		403 cm
- Bredd:		157 cm
- Höjd:		147 cm
- Hjulbas:		249 cm

Varianter:
- 93 GT750: 	april 1958 - februari 1960. Utöver den vanliga 93:an hade vagnen trimmad motor; större bromsar; dubbla kromlister längs trösklarna; större navkapslar; utvändiga backspeglar; dubbla extraljus; dubbla backljus; bekvämare framstolar med svankstöd; förvaringsfack i baksätets sidoarmstöd; säkerhetsbälten; träratt; varvräknare; Halda Speedpilot.

Produktionen uppskattas till 605 st 93:or.
- 96 GT750 	februari 1960 - februari 1962. Ny bakre del av karossen med större bakruta; fyrväxlad växellåda.